# スラジャナ・エリッチ
スラジャナ・エリッチ（Sladjana Erić、1983年7月29日 - ）はボスニア・ヘルツェゴビナの女子バレーボール選手。ポジションはミドルブロッカー。かつてはセルビア代表として活動したこともある。

## 来歴
- クラブチーム

旧ユーゴスラビア、現在のボスニアヘルツェゴビナのトゥズラ出身。2000年、Crvena Zvezdaへ入団。2001/02～2003/04シーズンにかけてのセルビア国内リーグで3連覇を果たした。また、2004年の欧州チャンピオンズリーグではベスト8に入った。2004/05シーズンはフランスのAlbi Volley-Ball - USSPAでプレーした。2005/06シーズンからはスイスのヴォレロ・チューリッヒに移籍した。スイスリーグ、スイスカップではいずれも3連覇に貢献し、2006/07シーズンの欧州チャンピオンズリーグでは4位となった。2008/09シーズンよりスペインのCAVムルシア2005へ移籍しスペインリーグで優勝を果たした。2010/11シーズンはCrvena Zvezdaに加入し、シーズン途中からイタリアのModena Volleyでプレーした。2011/12シーズンはトルコリーグのガラタサライでプレーした。2012/13シーズンはOK Kolubara Lazarevacでプレーした。2013/14シーズンはOK Vizuraへ移籍し、国内リーグとセルビアスーパーカップで2冠を果たした。2015/16シーズンはボスニアヘルツェゴビナのŽOK Bimal-Jedinstvoでプレーした。2016/17シーズンは再びOK Vizuraでプレーし、国内リーグで2連覇に貢献した。2018/19シーズンはロシアのProton-Saratovでプレーした。2019/20シーズンは中国の辽宁华君女子排球俱樂部でプレーした。2021/22シーズンからはŽOK Ubへ移籍し、2022/23シーズンの国内リーグで準優勝した。2023/24シーズンはŽOK Spartakでプレーした。
- 代表チーム

2003年、当時のセルビア・モンテネグロ代表に初選出された。2007年にはセルビア代表としてモントルーバレーマスターズに出場した。

## 所属クラブ
- Crvena Zvezda（2000-2004年）
- Albi Volley-Ball - USSPA（2004-2005年）
- ヴォレロ・チューリッヒ（2005-2008年）
- CAVムルシア2005（2008-2010年）
- Crvena Zvezda（2010-2011年）
- Modena Volley（2011年）
- ガラタサライ（2011-2012年）
- OK Kolubara Lazarevac（2012-2013年）
- OK Vizura（2013-2014年）
- ŽOK Bimal-Jedinstvo（2015-2016年）
- OK Vizura（2016-2018年）
- Proton-Saratov（2018-2019年）
- 辽宁华君女子排球俱樂部（2019-2020年）
- ŽOK Ub（2021-2023年）
- ŽOK Spartak（2023-）